# Massacre no convento de Jesuítas na rua Rakowiecka

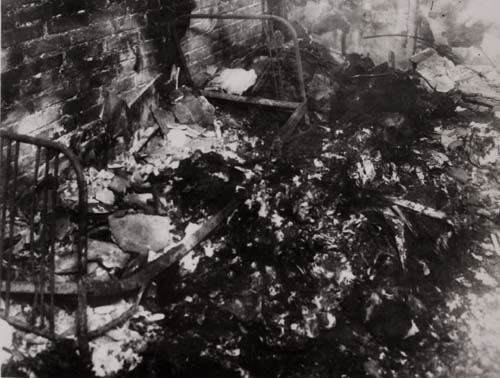
Lugar do crime. Foto de 1945

O massacre no convento de Jesuítas na rua Rakowiecka em Varsóvia- um assassinato em massa de dezenas de poloneses, que residiam no convento de Jesuítas em Mokotów, feito por alemães no segundo dia da Revolta de Varsóvia. Em segundo de agosto de 1944, na Casa dos Escritores da Companhia de Jesus situado na rua Rakowiecka 61 os soldados SS assassinaram cerca de 40 pessoas- inclusive 8 sacerdotes, 8 irmãos da Companhia de Jesus e mais do que 20 pessoas leigas (inclusive pelo menos 8 mulheres e um rapaz com 10 anos de idade).

## O convento na hora "W"
A rua Rakowiecka em que o convento era situado era um ponto muito desfavorável. Era o lugar mais importante para as forças alemãs em bairro Mokotów. Ali eram situados: quartel SS em rua Rakowiecka 4 (SS-Stauferkaserne), quartel dos aviadores em rua Puławska (Flakkaserne), prédio de SGGW (A Universidade de Ciências em Varsóvia), o parque Pole Mokotowskie, escola de Wawelberg e Forte Mokotow.
No dia 1 de agosto de 1944 o Exercito clandestino Polaco (distrito V de Mokotów) atacou todas as tropas alemãs estacionadas ao longo da rua Rakowiecka. Nesse dia o convento ficou fora do combate. Os civis que não podiam voltar à casa por causa dos tiroteios (entre eles um coroinha de 10 anos – Zbyszek Mikołajczyk) se esconderam na Casa dos Escritores. Na noite de 1 de agosto, a cerca de 50 pessoas estacionaram no convento. Entre outros 25 sacerdotes, 12 laicos moradores da Casa dos escritores  e mais de dezena das outras pessoas que  procuravam o asilo no convento.

## Invasão dos alemães

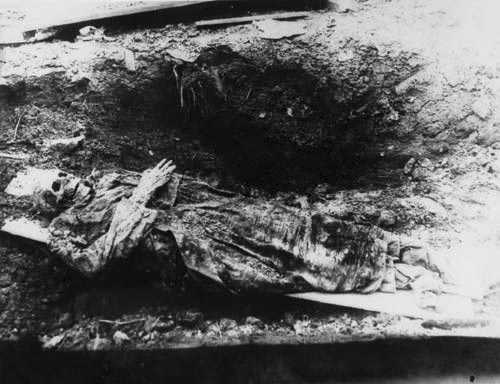
O corpo do padre Kosibowicz exumado em 1945.

Na manha de dia 2 de agosto o convento era atacado com canhões estacionados em parque Pole Mokotowskie. Os balaços não feriam ninguém dentro do convento. Logo no terreno do convento entrou fracionamento de SS (provavelmente mandado por Stauferkaserne). Os membros da Tropa do Proteção (SS) acusaram os polacos de bombardear os soldados alemães. Durante a pesquisa dentro do convento não achou-se nenhuma prova desses atos. Os alemães levaram o sacerdote superior do convento – padre Edward Kosibowicz para fora. Explicaram que ele deve dar sua testemunha. Na verdade levaram-no para Pole Mokotowskie e mataram-no com um tiro para parte de trás de cabeça. Ao mesmo tempo os alemães reuniram o resto dos habitantes em um quarto no porão do convento. Os sacerdotes que falavam alemão tentavam fazer um contato com alemães para acalmar os invasores, mas as tentativas não deram resultado.

## O massacre

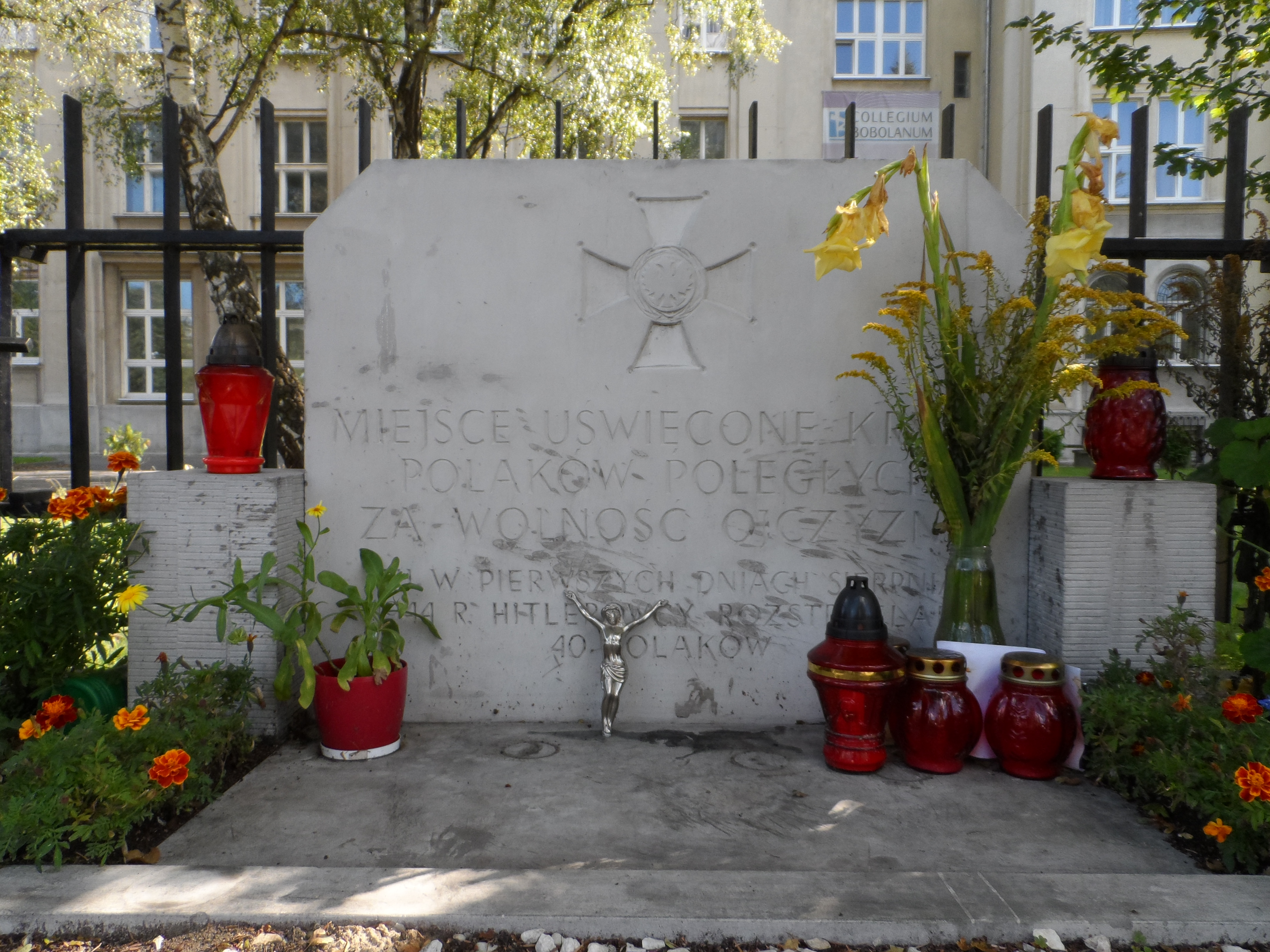
Placa na Rakowiecka Street, 61, em Varsóvia (na frente do santuário de Santo André Bobola). Ela homenageia cerca de 40 civis poloneses (incluindo 16 jesuítas) assassinados nesse local pelas tropas alemãs no segundo dia da Revolta de Varsóvia (2 de agosto de 1944).

Depois de algum tempo, os alemães começaram a retirar da sala da caldeira os indivíduos. Depois de roubar todos os seus objetos preciosos, as pessoas foram presas num quarto pequeno que antes pertencia ao cocheiro do convento. Quando todos os polacos já estiveram lá, os alemães começaram a fuzilar e atacar com granadas as pessoas. Os feridos foram assassinados por umas horas. Como indicam os relatórios de testemunhas, na equipa do pessoal das SS houve um menino de dez anos que procurava os feridos com sinais de vida para denunciá-los.
"No quarto entra um menino pequeno da família alemã que chegou com o pessoal das SS e está sempre ao seu lado. De vez em quando ouve-se a sua voz infantil. „Achtung! Der lebt noch! O hier, hier, er atmet noch!”. Os alemães observam os movimentos das suas mãos, depois tem lugar uma série de tiros que é acompanhada pelo riso infantil e sons de bater as palmas."
Quando os opressores saíram, 14 pessoas (das quais a maioria foi ferida) conseguiram fugir de baixo de uma pilha dos corpos. Nove pessoas esconderam-se atrás dos montes de carvão. O resto escondeu-se na cozinha do convento onde havia a reserva da lenha para inverno. Depois da sua fuga, os alemães queimaram, usando a gasolina, a pilha de dezenas de mortos. Junto com os cadáveres, queimaram-se vivos os polacos feridos que não conseguiram fugir.
A última vítima da massacre foi o capelão da Revolta, padre Franciszek Szymaniak SJ. Não sabendo nada sobre a massacre, chegou inconsciente à Casa dos Escritores para tomar as hóstias consagradas. Foi fuzilado na capela do convento.
No dia 2 de agosto de 1944 no terreno da Casa dos Escritores na rua Rakowiecka 61, os alemães assassinaram 40 pessoas em total, incluindo 8 padres e 8 frades da Companhia de Jesus (sem padre Kosibowicz) e 20 civis (pelo menos 8 mulheres e um menino de dez anos). Não é possível definir o número exato de vítimas porque só 32 nomes da massacre são conhecidos.
"O coronel aposentado, Zołoteńko, contou-me que (...) depois da execução no convento ele tinha perguntado a um dos alemães o que tinha acontecido com os padres do convento, especialmente com o prior da Casa e recebeu a resposta em alemão: "todos assassinados, vou fuzilar assim cada padre" - o relatório de padre Aleksander Kisiel.

## A fuga dos sobreviventes
Depois do crime os alemães pilharam e devastaram o convento, botando fogo nos múltiplos pontos do edifício. No entanto não consequiram encontrar os poloneses que sobreviveram o massacre. Na noite de 2/3 de agosto 5 pessoas que foram escondidas na cozinha decidiram fugir do edifício. Depois de muitos problemas quatro frades que se dividiram conseguiram chegar a um local seguro. Não se sabe o que aconteceu com uma mulher que voltou para Mokotów para achar as suas crianças que deixou em casa, a sua identidade não foi identificada. Um padre- Jan Rosiak que foi do grupo dos sobreviventes  considerou que essa mulher sobreviveu a revolta . Os poloneses que foram escondidos na caldeira conseguiram informar sobre a sua situação os moradores das casas vizinhas. Em 5 de agosto as médicas do Hospital insurgente  os evaquaram e transportaram para o território ocupado por insurgentes poloneses.

## A memória

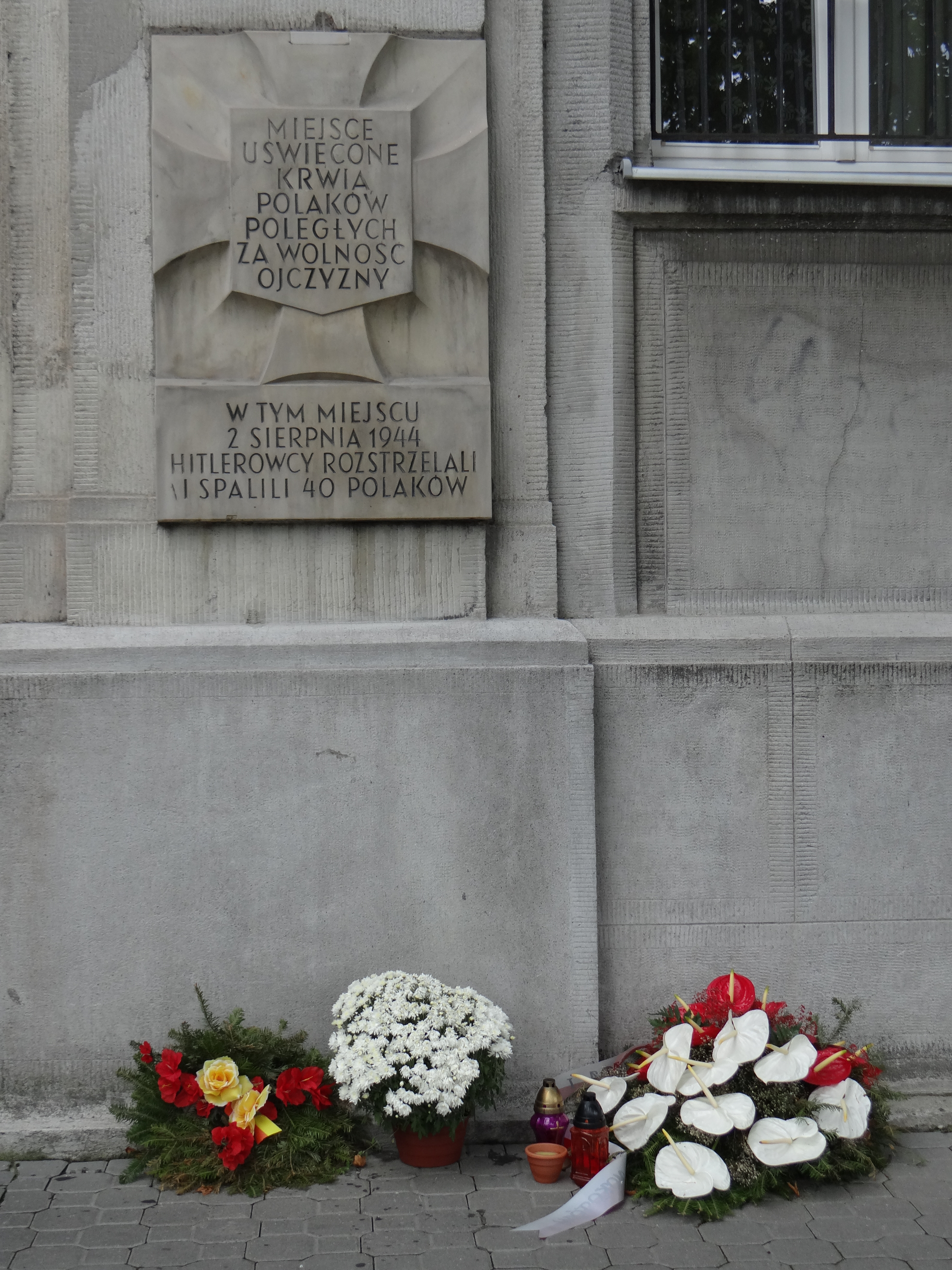
Placa comemorativa na parede da casa dos escritores (agora Collegium Bobolanum)

Depois de algum tempo, um jesuíta, o padre Bruno Pawelczyk, chegou ao local do crime. Quando a revolta estalou, ele estava fora do mosteiro, mas depois de algum tempo foi capturado pelos alemães e colocado numa prisão localizada no quartel de Stauferkaserne. Ao saber do destino de seus confrades, Pawelczyk tentou unir-se a um comando sanitário, composto de prisioneiros que lidavam com o enterro dos mortos. Quando o comando chegou na rua Rakowiecka 61, ele convenceu seus colegas de que em vez de carregar os corpos e enterrá-los, era melhor prendê-los no quarto onde a execução ocorreu.
Isso facilitou mais tarde a busca e a exumação de cadáveres. Depois da guerra, os restos mortais das vítimas do massacre foram colocados em quatro caixões. Os corpos exumados do padre Kosibowicz e do padre Leonard Hrynaszkiewicz (um jesuíta assassinado na Cidade Nova) também foram colocados em caixões separados. Todos os seis caixões foram enterrados sob o solo da sala em que ocorreu o massacre e a própria sala foi convertida numa capela.
Ela foi visitada regularmente por peregrinos a caminho para o santuário de Santo André Bobola. A tragédia é também comemorada com duas placas comemorativas: uma placa isolada, junto à cerca do Santuário, pelo lado da rua Rakowiecka e uma placa projetada por Karol Tchorka pendurada na parede de Collegium Bobolanum (pelo lado da rua Boboli).
Em 17 de setembro de 2003, o Bispo de Pelplin, Jan Bernard Szlaga, abriu o processo de beatificação para um grupo de 122 vítimas polonesas do hitlerismo. Entre eles houve um dos jesuítas assassinados em 2 de agosto de 1944 na Casa de Escritores na rua Rakowiecka - o padre Władysław Wiącek.
No mesmo ano foi lançado o livro intitulado “Masakra w klasztorze” (ou seja “O massacre no mosteiro”) pela Editora Rhetos em Varsóvia no ano 2003. O livro foi editado por padre Felicjan Paluszkiewicz SJ e conteve uma descrição exata dos acontecimentos trágicos que ocorreram na Câmara dos Escritores no verão de 1944, inclusive as memórias e os testemunhos de sobreviventes da matança. Um ano depois, Krzysztof Żurowski criou um documentário de longa-metragem com a duração de 40 minutos, baseado no livro e com o mesmo título. O filme estreou no dia 2 de agosto de 2004, no 60º aniversário do crime.

## Comentários
1. ↑  Desde o primeiro minuto os alemães atiravam para todos poloneses que conseguiram ver.
2. ↑  Um homem que conseguiu fugir antes do começo do massacre e se escondeu na caldeira se juntou-se ali com eles.